# Corts de Barcelona (1413)
Les Corts Catalanes varen ser convocades pel rei Ferran I a Barcelona el 4 de gener de 1413, just després de ser nomenat rei d'Aragó al Compromís de Casp. Era diputat eclesiàstic l'Alfons de Tous.
La convocatòria del rei al Convent de Santa Caterina (Barcelona), tenia per objecte jurar les constitucions catalanes, requisit fonamental per coronar-se comte de Barcelona. Després de la coronació van tenir lloc les sessions ordinàries de les Corts. Van ser especialment dures perquè Ferran no estava acostumat al pactisme català: fou el primer dels reis castellans a inaugurar la tensió monarquia - corts catalanes que caracteritzaria tota la història de la Catalunya moderna fins al segle xviii. Acostumat al tipus de monarquia autoritària castellana volia dues coses: 
1. Que els notables allí reunits perdonessin els elevats deutes que la monarquia catalana havia contret des del regnat de Pere III el Cerimoniós.
2. Que li concedissin elevats subsidis.

Ni tan sols aquells que durant l'interregne li havien donat suport van secundar-lo i el nou rei es va trobar sol davant les Corts. Un dia d'especial enfuriment es va aixecar i, davant l'estupor dels diputats, va cridar exasperat que ell "havia muy bien mercado este regnado, e como le havia costado más de ochocientas mil doblas de oro" fent referència als diners que s'havia gastat durant l'interregne per ocupar Aragó i València i per assegurar-se el resultat del Compromís.
Aquest autoritarisme, la desconfiança de les corts cap a la nova dinastia originada ja des del procés d'accés al tron i reforçada posteriorment per l'enfrontament contra la revolta del comte d'Urgell, generaran una actitud contractualista de les corts amb l'objectiu de "controlar la corona".
La feblesa inicial de la posició del rei afavorí l'adopció d'un conjunt de mesures legislatives i de reorganització de la Generalitat:
- S'acordà que tindria un consistori format per tres diputats, tres oïdors de comptes i dos advocats.
- Diputats i oïdors havien de ser residents a Barcelona durant el mandat.
- S'establí el mandat de tres anys (trienni) que regularà el cicle de Corts i renovacions que fins aquell moment havia estat arbitrari.
- La renovació dels càrrecs s'efectuaria el primer de juliol del darrer any del trienni i el nou mandat començaria a comptar des del primer d'agost. No es podia ser reelegit al càrrec fins passat dos triennis.
- Els diputats havien de presentar els comptes a l'escrivà major quinze dies després de finalitzar el trienni, per poder ser revisats pels oïdors. Havien de formalitzar una memòria amb els deutes pendents a final de mandat.
- Diputats i oïdors estaven facultats per arrendar la recaptació de les generalitats.
- Els diputats eren "oficials principals" de la institució i tenien la representació i la direcció.
- La designació dels successors corresponia als cessants (diputats i oïdors per separat) que ho comunicaven a l'interessat i es mantenia en secret fins al 22 de juliol.

Aquests dos darrers punts eren d'importància cabdal, ja que destacaven la rellevància d'una institució depenent de les Corts i descartava la intervenció reial en el procés electoral, però també va ser aquest un tema que durant les Corts de Barcelona (1431), tindria canvis a causa dels abusos endogàmics als llinatges dels diputats.
En altre ordre, també amb un gran impacte en el que significarà la consolidació institucional, s'acordà:
- Començar a registrar la informació referida a l'activitat institucional i dels diputats al Dietari de la Generalitat.
- S'ordenà la recopilació, en llatí i en català, dels Usatges i les Constitucions de Catalunya, que havien d'estar dipositats a la seu de la Diputació per a ser consultats públicament.
- D'una gran transcendència és l'atribució a la Diputació de vetllar pel compliment de les lleis fins i tot enfront del rei i dels seus oficials.
- Fruit del punt precedent, es produí una re-organització de la Reial Audiència.

D'altra banda, s'aprofita per aconseguir el suport reial en la pressió als remences, que acabaria amb una revolta 3 dècades més tard. La constitució era clarament anti-remença, en permetre al senyor poder fer foragitar de Pau i Treva el pagès que abandonés el mas i a aquells que, després de canviar de domicili, pretenien mantenir els seus drets sobre les terres i amenaçaven els senyors i els nous cultivadors (en referència als que ocupaven i explotaven amb tercers els masos rònecs).
A la sessió del 23 d'agost de 1413 les Corts elegiren els nous diputat per al trienni 1413-1416. Marc de Vilalba fou el nou diputat eclesiàstic de la Diputació del General de Catalunya.